# 스카

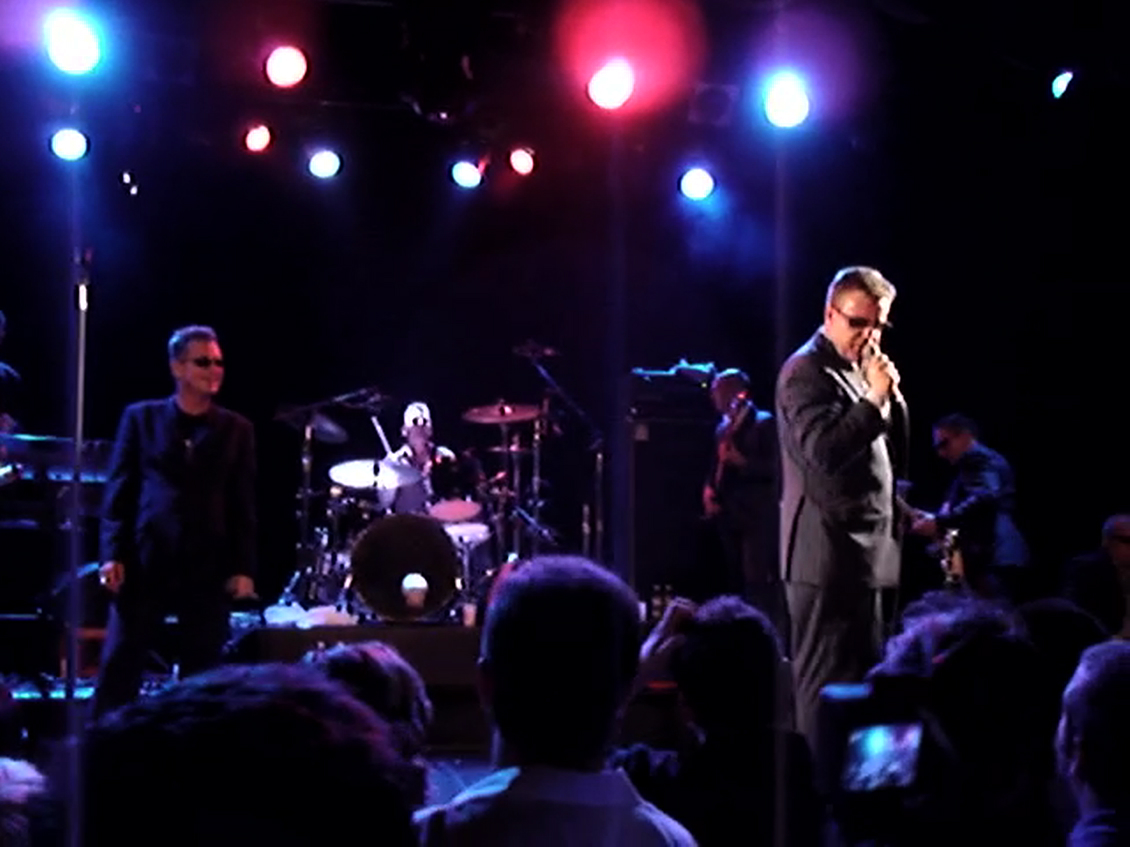

스카(Ska)는 1950년대에 자메이카에서 발상한 대중 음악의 장르이다. 자메이카 민속음악 '멘토’를 바탕으로 리듬 앤 블루스와 재즈 형식이 결합된 음악으로 일컬어진다.
레게의 원형이라는 말이있다